# Miranda del Castañar
Miranda del Castañar  es un municipio y localidad española de la provincia de Salamanca, en la comunidad autónoma de Castilla y León. Se integra dentro de la comarca de la Sierra de Francia. Pertenece al partido judicial de Béjar y a la Mancomunidad Sierra de Francia.
Su término municipal está formado por un solo núcleo de población, ocupa una superficie total de 21,07 km² y según los datos demográficos recogidos en el padrón municipal elaborado por el INE en el año 2017, cuenta con una población de 416 habitantes.
Está catalogado como Uno de Los Pueblos Más Bonitos de España desde el año 2017 y pertenece desde entonces a la asociación homónima.

## Geografía
La localidad está situada a una altitud de 649 m s. n. m. en el sur de la provincia de Salamanca.
| Noroeste: Villanueva del Conde | Norte: Villanueva del Conde | Nordeste: Garcibuey |
| Oeste: Cepeda                  |                             | Este: Molinillo     |
| Suroeste: Sotoserrano          | Sur: Pinedas                | Sureste: Pinedas    |

## Historia
Esta población nació en el siglo XII con la orden Hospitalaria de Jerusalén, y se consolidó tras la repoblación de Alfonso IX de León en el siglo XIII, que hizo de Miranda la capital administrativa de la Sierra de Francia, al convertir este rey de León en 1213 a Miranda en villa y concejo, del que dependían la mayoría de los pueblos serranos.[cita requerida]
Hay constancia de que en 1282 ya era señor de Miranda el infante Pedro, hijo de Alfonso X el Sabio y de Violante de Aragón. El infante Pedro también fue señor de Ledesma, Cabra, Alba de Tormes, Montemayor del Río, Salvatierra, Galisteo y Granadilla, y también poseía toda la ribera del Río Coa y las villas de Sabugal, Castelo Rodrigo, y Alfaiates, que actualmente forman parte de Portugal.
A la muerte del infante Pedro, que falleció en octubre de 1283, la mayoría de sus señoríos fueron heredados por su único hijo legítimo, Sancho el de la Paz, que falleció en 1312 sin dejar descendencia legítima, por lo que a su muerte todos ellos, incluyendo los de Miranda del Castañar y Ledesma, volvieron a la Corona, durante el último periodo del reinado de Fernando IV de Castilla, que era primo carnal de Sancho el de la Paz.
Posteriormente, en 1423, el rey Juan II donó la villa de Miranda del Castañar a Pedro de Zúñiga y, en 1457, el rey Enrique IV creó el condado a favor de su hijo, Diego López de Zúñiga. El condado pasó a la casa de Alba en el siglo XIX debido al matrimonio entre el XV duque de Alba y Francisca de Sales Portocarrerro Palafox y Zúñiga, XVIII condesa de Miranda del Castañar.
Con la creación de las actuales provincias en 1833, Miranda del Castañar pasó a integrarse en la de Salamanca, dentro de la Región Leonesa.

## Demografía
Miranda del Castañar cuenta con una población de 381 habitantes (INE 2024).
| Gráfica de evolución demográfica de Miranda del Castañar entre 1842 y 2021                                          |
| |
| Población de derecho según los censos de población del INE Población de hecho según los censos de población del INE |

## Símbolos

### Escudo
El escudo heráldico que representa al municipio fue aprobado el 19 de septiembre de 1996 con el siguiente blasón:

«Escudo partido y medio cortado. Primero, de oro con un castaño de sinople, arrancado. Segundo, cortado de plata con una banda de sable, con una cadena de oro de ocho eslabones, brochante y puesta en orla (que es Zúñiga), y equipolado de ocho puntos de plata y siete de azur (que es Toledo). Al timbre, la Corona Real Española».
Boletín Oficial del Estado n.º 295 de 7 de diciembre de 1996

### Bandera
La bandera municipal fue aprobada el 28 de abril de 1997 con la siguiente descripción textual:

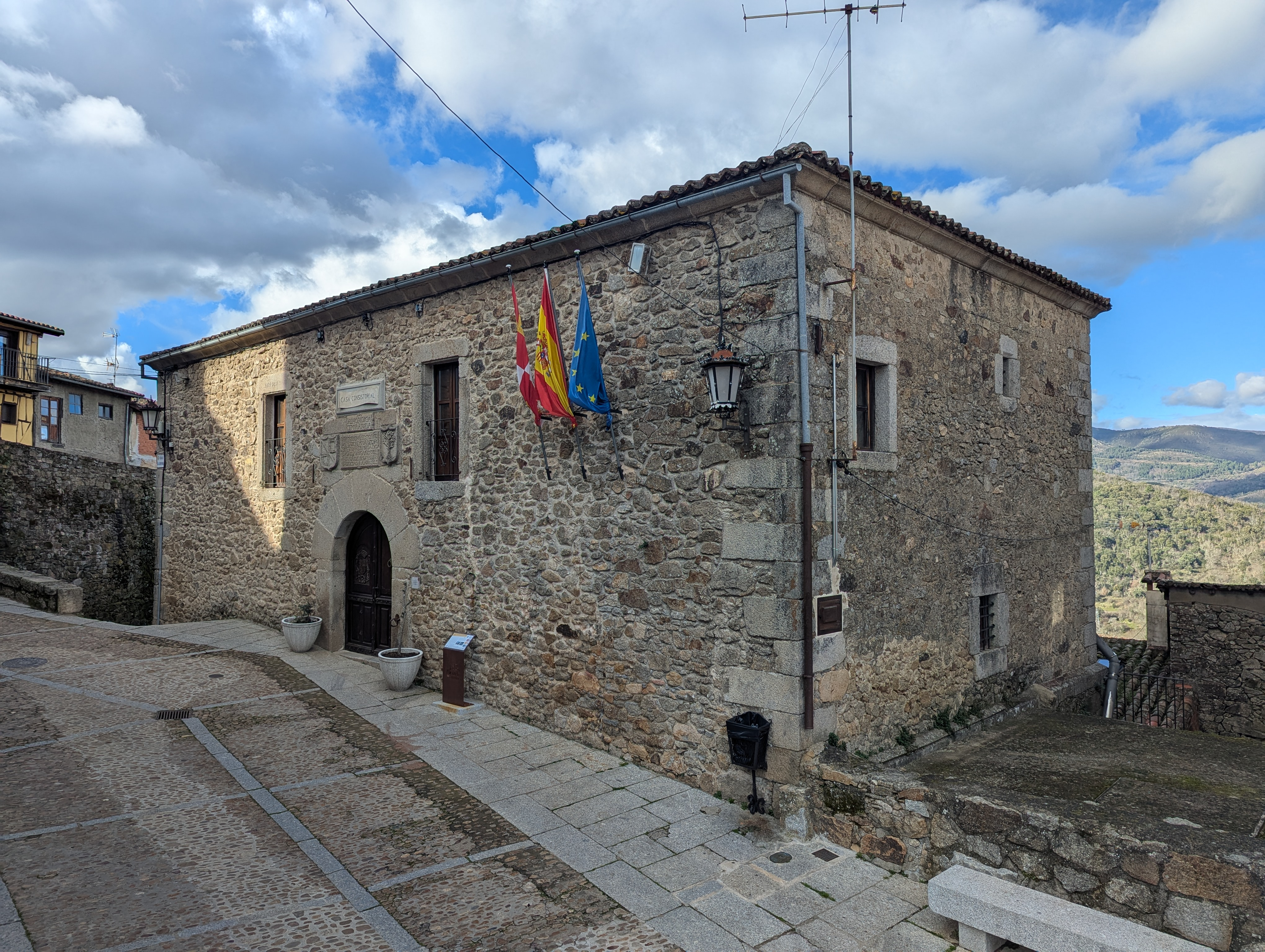
Casa consistorial

«Bandera cuadrada, de proporción 1:1, terciada en palo de blanco, rojo y blanco, siendo la partición roja de una anchura tres veces mayor (tres quintos) que las blancas de los flancos (un quinto); cargada al centro del escudo municipal, en sus colores».
Boletín Oficial del Estado n.º 249 de 17 de octubre de 1997

## Administración y política
| Periodo   | Nombre                      | Partido | Partido                                  |
| --------- | --------------------------- | ------- | ---------------------------------------- |
| 1979-1983 | Ricardo Coca Martín         |         | Partido Socialista Obrero Español (PSOE) |
| 1983-1987 | Cándido Hernández Hernández |         | Alianza Popular (AP)                     |
| 1987-1995 | Prudencio García Jiménez    |         | Partido Socialista Obrero Español (PSOE) |
| 1995-1999 | Ricardo Coca Martín         |         | Partido Socialista Obrero Español (PSOE) |
| 1999-2003 | Enrique Salado Lobo         |         | Partido Popular (PP)                     |
| 2003-2007 | Ana María García            |         | Partido Socialista Obrero Español (PSOE) |
| 2007-2011 | Juan Manuel Sánchez         |         | Izquierda Unida (IU)                     |
| 2011-2015 | Beatriz Lucas               |         | Partido Popular (PP)                     |
| 2015-2019 | Encarnación Torija          |         | Partido Popular (PP)                     |
| 2019-2020 | Juan Pablo Gutiérrez        |         | Partido Socialista Obrero Español (PSOE) |
| 2020-act. | Manuel González Coca        |         | Partido Socialista Obrero Español (PSOE) |

| Partido político                         | 2023  | 2023  | 2023       | 2019  | 2019  | 2019       | 2015  | 2015  | 2015       | 2011  | 2011  | 2011       | 2007  | 2007  | 2007       | 2003  | 2003  | 2003       |
| Partido político                         | %     | Votos | Concejales | %     | Votos | Concejales | %     | Votos | Concejales | %     | Votos | Concejales | %     | Votos | Concejales | %     | Votos | Concejales |
| Partido Socialista Obrero Español (PSOE) | 78,70 | 207   | 6          | 48,47 | 143   | 4          | 44,38 | 142   | 3          | 24,46 | 80    | 2          | 47,06 | 137   | 3          | 41,90 | 184   | 4          |
| Partido Popular (PP)                     | 20,15 | 53    | 1          | 40,68 | 120   | 3          | 53,44 | 171   | 4          | 50,76 | 166   | 4          | 37,31 | 122   | 3          | 26,34 | 103   | 2          |
| Ciudadanos (CS)                          | –     | –     | –          | 9,15  | 27    | 0          | –     | –     | –          | –     | –     | –          | –     | –     | –          | –     | –     | –          |
| Izquierda Unida (IU)                     | –     | –     | –          | –     | –     | –          | –     | –     | –          | 20,80 | 68    | 1          | 18,65 | 61    | 1          | –     | –     | –          |
| Unión del Pueblo Salmantino (UPSa)       | –     | –     | –          | –     | –     | –          | –     | –     | –          | –     | –     | –          | –     | –     | –          | 23,02 | 90    | 1          |

El alcalde de Miranda del Castañar no recibe ningún tipo de prestación económica por su trabajo al frente del Ayuntamiento (2017).

## Cultura

### Patrimonio

#### El pueblo
El casco histórico de la villa fue declarado conjunto histórico artístico —antecedente de la figura de bien de interés cultural en la categoría de «conjunto histórico»— el 8 de marzo de 1973. La población se asienta sobre una loma coronada por un castillo con recinto amurallado, que aún conserva sus cuatro puertas. Al sur y al este, se encuentran las Puerta del Postigo y Puerta de San Ginés, respectivamente. Al oeste, la de Nuestra Señora de la Cuesta, patrona de la localidad, cuya fiesta se celebra entre el 8 y el 9 de septiembre. Y, al norte, la Puerta de la Villa.

#### El castillo

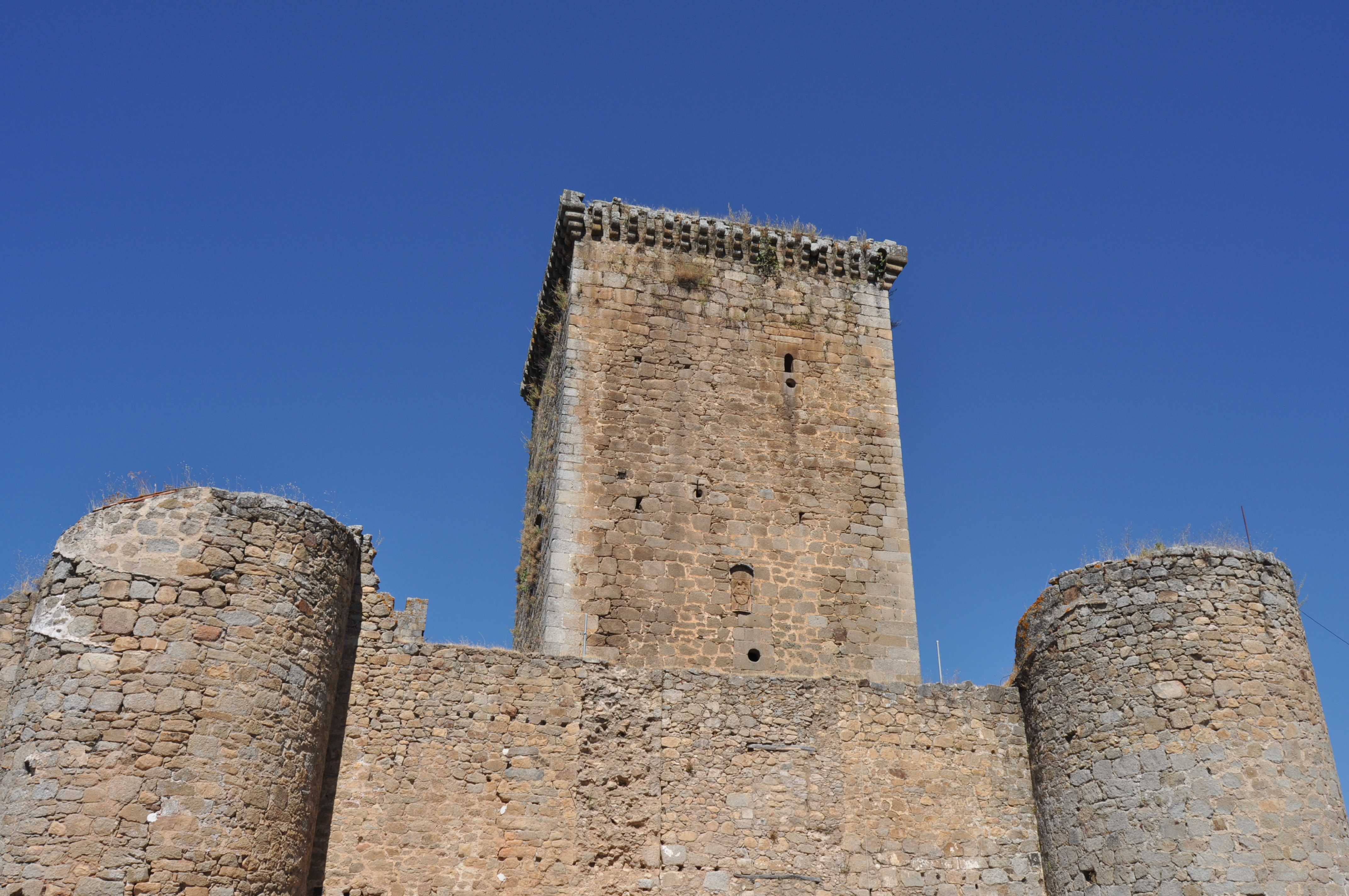
Castillo de los Zúñiga

El castillo de los Zúñiga o de los condes de Miranda del Castañar: el castillo, situado al este, es uno de los mejor conservados de la provincia, y se distribuye a lo largo de una planta de trapecio irregular, con cubos en los ángulos, donde se abren ventanas geminadas.[cita requerida] Fue reconstruido a principios del siglo XIV sobre un castillo anterior del siglo XII, junto con parte del recinto en 1451, según reza la inscripción que, sobre un blasón de los Zúñiga, se halla en la cara oriental, coincidiendo con la señorialización de la villa.[cita requerida] Al exterior, de la fortaleza, aún se conservan exentas las murallas, mientras que en el interior el acceso al camino de ronda, respetado en su mayor parte, presenta algunas pasarelas.[cita requerida] El castillo nuevamente pertenece a manos privadas tras la donación a la Villa realizada en 1954 por Cayetana Fitz-James Stuart, duquesa de Alba, que además poseía el título de XIX condesa de Miranda del Castañar.[cita requerida]

#### Camino de los prodigios

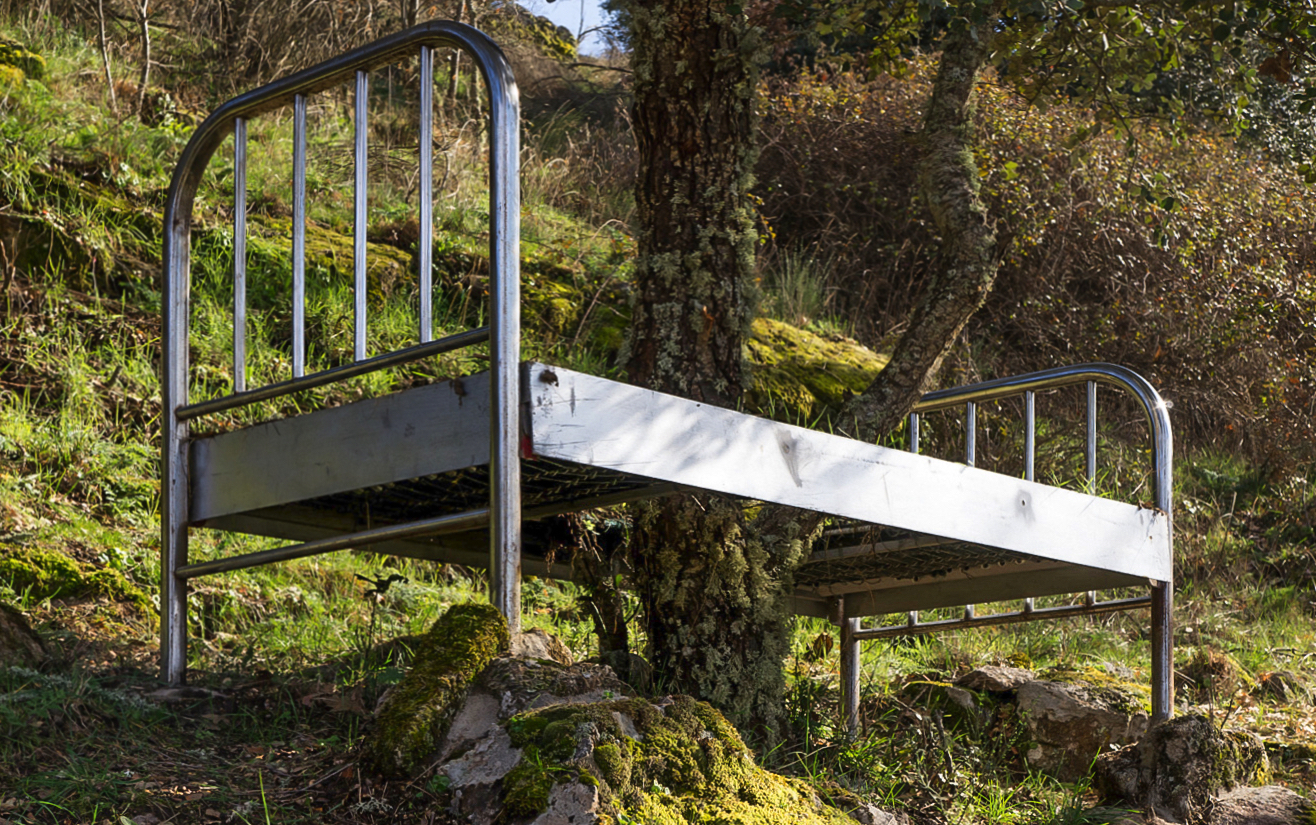
Instalación artística en el camino de los prodigios

El camino de los prodigios es una ruta circular de alrededor de 11 km de longitud, con un desnivel acumulado de 475 m y una altitud máxima de 821 m que parte de Miranda del Castañar y pasa por Villanueva del Conde para terminar nuevamente en Miranda del Castañar. También cuenta con algunos caminos secundarios a lo largo del recorrido. En alguno de ellos se pueden encontrar obras arquitectónicas como el puente sobre el arroyo de San Benito. En él se pueden contemplar obras de los artistas Félix Curto, Alfredo Omaña, Marcos Rodríguez y Pablo S. Herrero. La obra de Alfredo Omaña destaca especialmente por sus instalaciones de camas en la naturaleza, la de Marcos Rodríguez por esculturas de animales en piedra, la de Félix Curto añade además frases célebres para la reflexión y la Pablo S. Herrero se centra en la intervención en fachadas, para camuflarlas o naturalizarlas en el paisaje.

#### Fiestas
Las fiestas patronales se celebran anualmente del 7 al 10 de septiembre y son conocidas también como «celebraciones de la Virgen de la Cuesta». Dentro de los festejos se encuentra la procesión de los candiles, declarada Fiesta de Interés Turístico Regional por parte de la Consejería de Cultura, Turismo y Deporte de la Junta de Castilla y León en 2017.
Las fiestas comienzan en el atardecer del día 7 de septiembre con la víspera de la procesión de los candiles, que recorrerá de este a oeste las calles del pueblo abanderados por tamborilero, «bobo de la danza» y «mocina del ramo». Tras la misa sacarán a la Virgen de la Cuesta y recorrerán el pueblo en la marcha inversa al caer la noche.

#### Otros

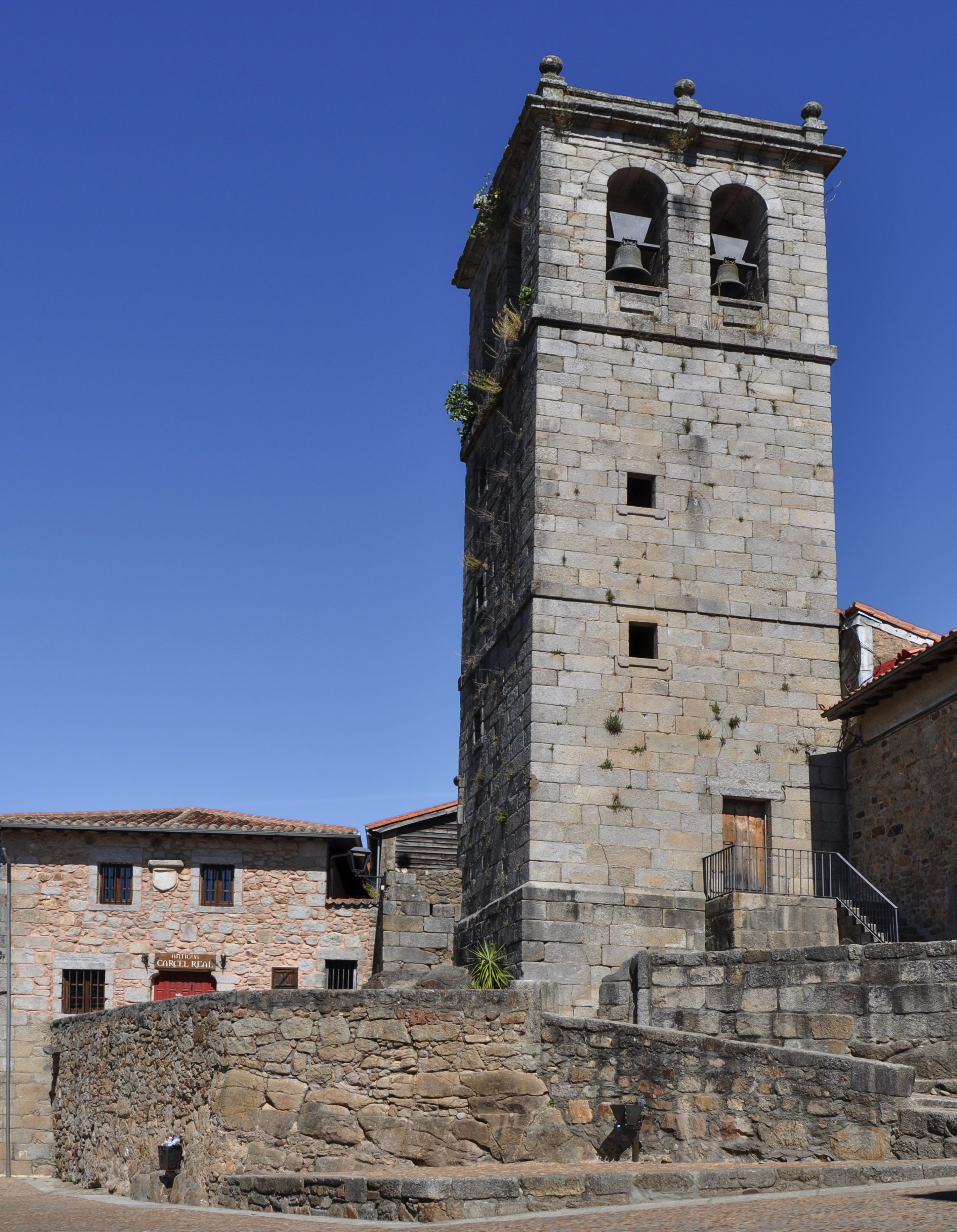
Iglesia parroquial

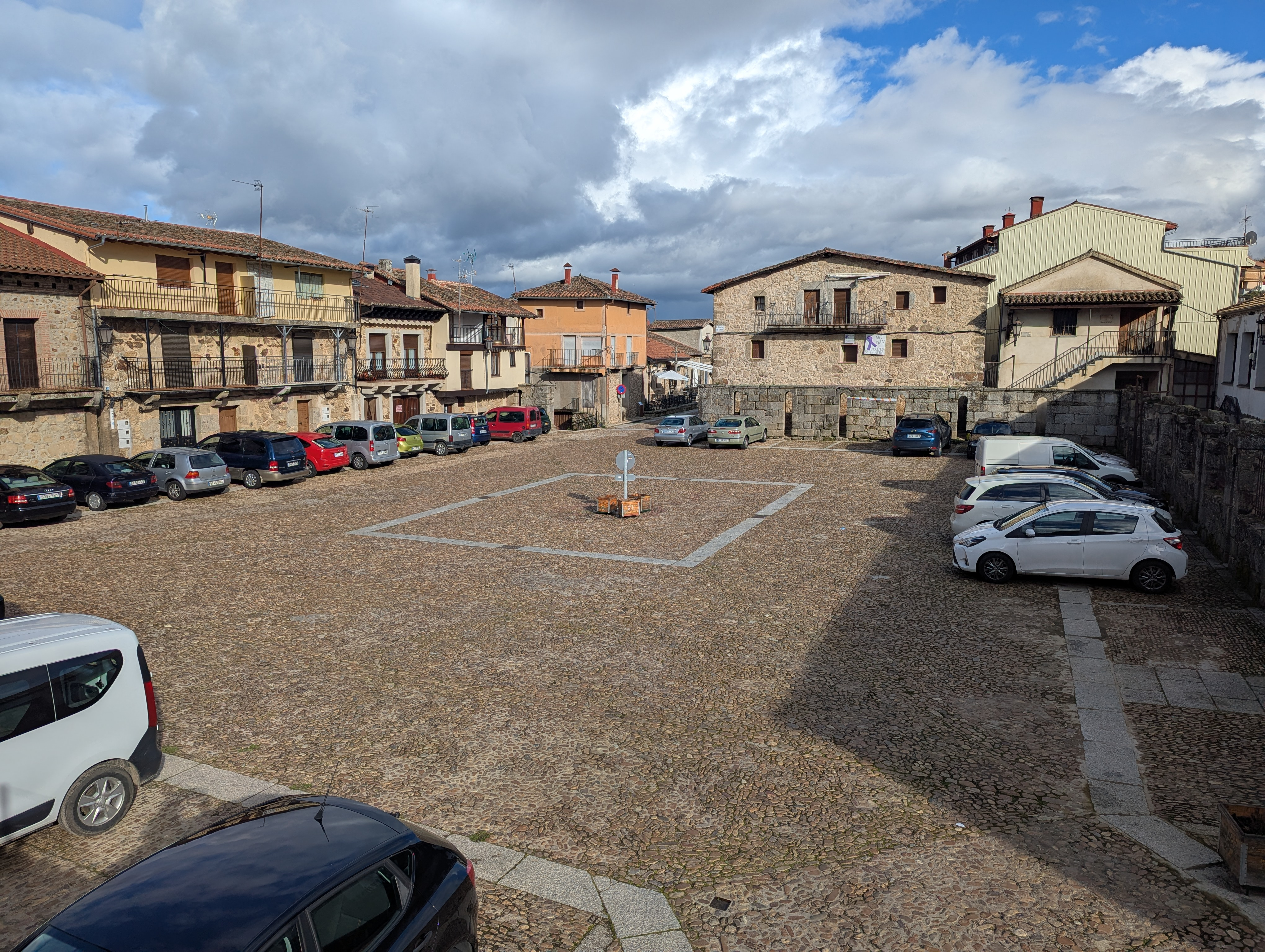
Plaza de toros

- La plaza de toros y antiguo patio de armas del castillo.
- La calle Derecha y aledaños, espina dorsal del casco antiguo mejor conservado de España.[cita requerida]
- La muralla completa del casco histórico. Iniciada su construcción a principios del siglo XIII, Miranda del Castañar es de los pocos pueblos que conserva toda su muralla intacta y completa (con sus cuatro puertas orientadas a los cuatro puntos cardinales).[cita requerida]
- La ronda nocturna, callejeo interior con mucho encanto y pegado a la muralla, que pasa por debajo de las casas por donde antiguamente la guardia nocturna velaba por la seguridad de sus vecinos. No perderse el tramo abovedado apuntado u ojival que pasa justo por debajo de la iglesia.[cita requerida]
- La iglesia austera y sencilla por dentro, debido al hundimiento de su artesonado que sufrió pillajes pero todavía conserva su estructura y algunas piezas artísticas dignas de visitar.[cita requerida]
- Espléndido campanario exento de propiedad municipal con unas vistas impresionantes.
- La ermita de la Virgen de la Cuesta, patrona de Miranda del Castañar, muy bien conservada y con vistas espectaculares hacia la Peña de Francia.[cita requerida]
- La alhóndiga, casa pública o sitio real donde se pesaba, compraba, vendía y almacenaba el grano de los vecinos y/o labradores con los pesos y medidas del rey y cuyo fin era socorrer a los mismos en épocas de escasez, hoy sede del ayuntamiento.[cita requerida]
- La casa del Escribano La más hermosa de las casas señoriales de Miranda del Castañar.[cita requerida]
- La Carnicería Real, raro ejemplo de antigua arquitectura de uso civil con mostrador a la calle y antiguo matadero atrás.[cita requerida]
- La Casa del Cura.
- La Cárcel Real.[cita requerida]
- Pabellón de caza del Marqués de Selva Alegre, también llamado Casa Pando en honor al general Pando, héroe de la guerra de Filipinas, o El Coto Escolar (antigua y avanzada escuela agrónoma).[cita requerida]